# Aéroport de Göteborg-Landvetter
Ne pas confondre avec l'Aéroport de Göteborg City, l'autre aéroport de Göteborg.
L'aéroport de Göteborg-Landvetter (en suédois : Göteborg/Landvetter flygplats ; code IATA : GOT • code OACI : ESGG) est un aéroport suédois situé  à 20 km de Göteborg. C'est l'un des deux aéroports de la ville, utilisé pour tous les vols internationaux et réguliers (l'autre, l'aéroport de Göteborg City, était utilisé pour les vols des compagnies à bas prix jusqu'à 2015). C'est le deuxième aéroport du pays, avec environ 6,2 millions de voyageurs en 2015.

## Situation

### Carte des aéroports de Suède
| \| 50 km1:2 974 000 \| Montagnes · Sälen Ängelholm–Helsingborg Åre Östersund Arvidsjaur Borlänge Gällivare Göteborg-Landvetter Hagfors Halmstad Hemavan Tärnaby Jönköping Kalmar Karlstad Kiruna Kramfors-Sollefteå Linköping Luleå Lycksele Malmö Mora-Siljan Norrköping Örnsköldsvik Örebro Pajala Ronneby Skellefteå Stockholm-Arlanda Stockholm-Bromma Stockholm-Skavsta Stockholm-Västerås Sundsvall-Timrå Sveg Torsby Trollhättan–Vänersborg Umeå Växjö Vilhelmina Visby |
| 50 km1:2 974 000 |

## Statistiques
Pour des raisons techniques, il est temporairement impossible d'afficher le graphique qui aurait dû être présenté ici.

Voir la requête brute et les sources sur Wikidata.

## Compagnies aériennes et destinations

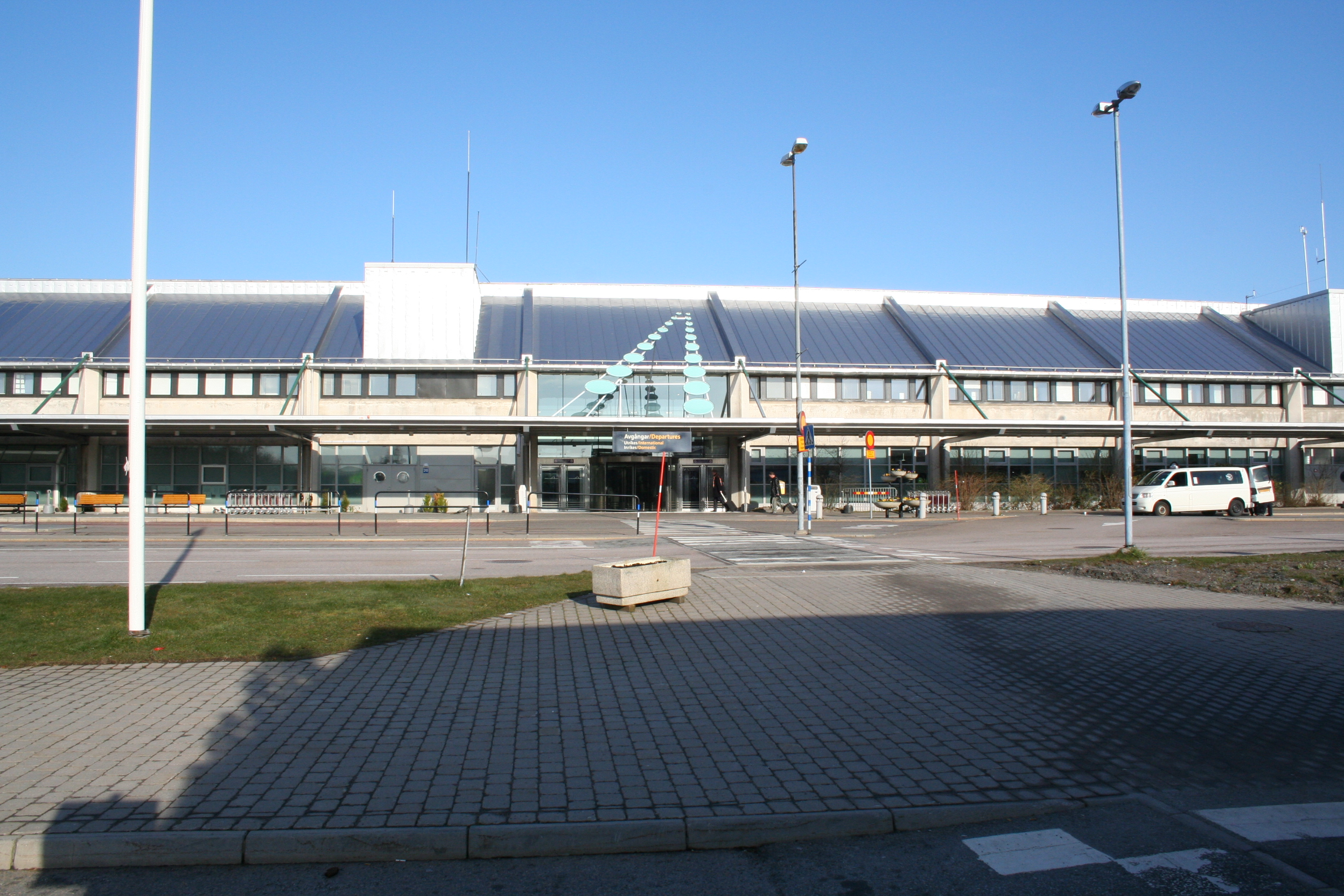
Vue de l'entrée du terminal.

| Compagnies                      | Destinations |
| ------------------------------- | --- |
| airBaltic                       | Riga |
| Air France                      | Paris-Charles de Gaulle |
| Air Serbia                      | Belgrade-Nikola-Tesla |
| Austrian Airlines               | En saison : Vienne-Schwechat |
| BRA Braathens Regional Airlines | Aarhus, Lyon-Saint-Exupéry, Stockholm-Bromma, Visby |
| British Airways                 | Londres-Heathrow |
| Brussels Airlines               | Bruxelles-National |
| Eurowings                       | Berlin-Brandebourg, Düsseldorf, Hambourg-H.-Schmidt |
| Finnair                         | Helsinki-Vantaa |
| KLM                             | Amsterdam |
| LOT Polish Airlines             | Varsovie-Chopin |
| Lufthansa                       | Francfort, Munich-F. J. Strauß |
| Norwegian Air Shuttle           | Alicante-Elche, Malaga-Costa del Sol, |
| Pegasus Airlines                | En saison : Antalya |
| Play                            | En saison : Reykjavik-Keflavík |
| Ryanair                         | - Alicante-Elche, - Banja Luka, - Bergame-Orio al Serio, - Budapest-Ferenc Liszt, - Cracovie-Jean-Paul II, - Édimbourg, - Gdańsk-L. Wałęsa, - Kaunas, - Londres-Stansted, - Malaga-Costa del Sol, - Manchester, - Prague-Václav-Havel, - Riga, - Stockholm-Arlanda, - Varsovie-Modlin (Mazovie), - Zagreb-Pleso En saison : - Cagliari, - Dublin, - Palma de Majorque, - Pise-Galileo Galilei, - Vienne-Schwechat, - Zadar |
| Scandinavian Airlines           | Copenhague-Kastrup, Luleå, Malaga-Costa del Sol, Stockholm-Arlanda En saison : - Alicante-Elche, - Athènes E.-Venizélos, - Newark-Liberty, - Nice-Côte d'Azur, - Palma de Majorque, - Pula, - Split, - Ténériffe-Sud Reine Sofia En saison charter : - Fuerteventura - Héraklion-N. Kazantzákis - Hurghada - Ioannina - Karpathos - Kavala-Alexandre le Grand - Céphalonie - La Canée I.-Daskaloyánnis - Larnaca - Las Palmas/Gran Canaria - Prévéza-Aktion - Rhodes-Diagoras - Sámos-Aristarque - Santorin - Skiathos-A. Papadiamándis |
| Sunclass Airlines               | Charter : Las Palmas/Gran Canaria En saison charter : - Antalya, - Héraklion-N. Kazantzákis, - La Canée I.-Daskaloyánnis, - Larnaca, - Palma de Majorque, - Rhodes-Diagoras, - Sal-A. Cabral, - Ténériffe-Sud Reine Sofia |
| SunExpress                      | En saison : Antalya |
| Swiss International Air Lines   | Zurich En saison : Genève-Cointrin |
| Transavia France                | En saison : Bastia-Poretta |
| TUI Airways                     | En saison charter : Krabi, Phuket |
| TUI fly Nordic                  | Charter : Las Palmas/Gran Canaria En saison charter : - Antalya, - Bourgas, - Hurghada, - La Canée I.-Daskaloyánnis, - Lanzarote-Arrecife, - Larnaca, - Palma de Majorque, - Rabil, - Rhodes-Diagoras, - Sal-A. Cabral, - Sámos-Aristarque, - Split, - Ténériffe-Sud Reine Sofia |
| Turkish Airlines                | Istanbul |
| Vueling                         | Barcelone-El Prat |
| Widerøe                         | Bergen, Oslo-Gardermoen |
| Wizz Air                        | - Belgrade-Nikola-Tesla, - Gdańsk-L. Wałęsa, - Rome Léonard-de-Vinci/Fiumicino, - Skopje, - Tuzla, - Varsovie-Chopin |

Édité le 21/03/2020. Actualisé le 28/02/2023.

## Accès
En bus : les Flygbussarna effectuent la navette entre le centre de Göteborg (4 arrêts desservis) jusqu'à l'aéroport de Landvetter en 30 minutes. La compagnie Swebus effectue la navette entre cet aéroport et Borås avec 25 minutes de voyage.